# Uiramutã
Uiramutã est un municipio du nord-est de l'État du Roraima. Sa population est de 7 403 habitants en 2007 pour une superficie de 8 066 km2, soit 0,9 hab/km2.
Elle est située à la frontière avec le Venezuela au Nord-Ouest, celle avec le Guyana au Nord, au Nord-Est et à l'Est, Normandia au Sud et Pacaraima au Sud-Ouest.
La municipalité a sur son territoire le Mont Caburaí, de 1456 m d'altitude, sur la frontière avec le Guyana. À 05° 16' 20" de latitude Nord, c'est le point le plus septentrional du Brésil. Le Rio Ailã prend sa source sur ses pentes. Elle est aussi traversée par le rio Cotingo. Le mont Roraima, aussi sur le territoire municipal, est le point de frontière entre les trois pays et est le dixième sommet le plus haut du pays, avec 2 872 mètres d'altitude.
La majorité de la population est indigène.